# Pilatsch (Insel)
Pilatsch ist eine Insel im Fluss Havel. Sie liegt zwischen dem Hauptarm des Flusses und dem Nebenarm Gülper Havel. Südlich liegt die Insel Langefahrtwiese, unmittelbar östlich die Insel Pilatschlanke.
Auf der Insel befindet sich ein Slawischer Burgwall, der Pilatsch, nach dem die Insel benannt wurde.